# Alpha Ethniki 1995-1996
L'Alpha Ethniki 1995-1996 fu la 60ª edizione della massima serie del campionato di calcio greco, conclusa con la vittoria del Panathīnaïkos, al suo diciottesimo titolo e secondo consecutivo.
Capocannoniere del torneo fu Vasilīs Tsiartas (AEK Atene) con 26 reti.

## Formula
Come nella stagione precedente le squadre partecipanti furono 18 e disputarono un girone di andata e ritorno per un totale di 34 partite.
Le ultime tre classificate furono retrocesse in Beta Ethniki.
Il punteggio prevedeva tre punti per la vittoria, uno per il pareggio e nessuno per la sconfitta.
Il PAOK Salonicco fu penalizzato di tre punti.
Le squadre ammesse alle coppe europee furono quattro: i campioni alla UEFA Champions League 1996-1997, la vincitrice della coppa nazionale alla Coppa delle Coppe 1996-1997, seconda e terza classificata alla Coppa UEFA 1996-1997.

## Squadre partecipanti
| Squadra         | Città      | Stadio | Stagione 1994-1995 |
| --------------- | ---------- | ------ | ------------------ |
| AEK Atene       | Atene      |        | 5°                 |
| Apollōn Smyrnīs | Atene      |        | 4°                 |
| Arīs Salonicco  | Salonicco  |        | 7°                 |
| Athīnaïkos      | Vironos    |        | 12°                |
| Edessaïkos      | Edessa     |        | 10°                |
| Ethnikos Pireo  | Il Pireo   |        | 13°                |
| Iōnikos         | Nikea      |        | 15°                |
| Īraklīs         | Salonicco  |        | 6°                 |
| Kalamata        | Calamata   |        | Beta Ethniki       |
| Larissa         | Larissa    |        | 11°                |
| OFI Creta       | Candia     |        | 9°                 |
| Olympiacos      | Il Pireo   |        | 2°                 |
| Panachaïkī      | Patrasso   |        | Beta Ethniki       |
| Panathīnaïkos   | Atene      |        | Campione di Grecia |
| Panīleiakos     | Pyrgos     |        | Beta Ethniki       |
| Paniōnios       | Nea Smyrnī |        | 14°                |
| PAOK            | Salonicco  |        | 3°                 |
| Skoda Xanthī    | Xanthi     |        | 8°                 |

## Classifica finale
|                   | Pos. | Squadra         | Pt | G  | V  | N  | P  | GF | GS | DR  |
| ----------------- | ---- | --------------- | -- | -- | -- | -- | -- | -- | -- | --- |
| Grecia (bandiera) | 1.   | Panathīnaïkos   | 83 | 34 | 26 | 5  | 3  | 72 | 22 | +50 |
|                   | 2.   | AEK Atene       | 81 | 34 | 25 | 6  | 3  | 87 | 22 | +65 |
|                   | 3.   | Olympiacos      | 65 | 34 | 19 | 8  | 7  | 66 | 34 | +32 |
|                   | 4.   | Īraklīs         | 58 | 34 | 17 | 7  | 10 | 51 | 39 | +12 |
|                   | 5.   | OFI Creta       | 57 | 34 | 17 | 6  | 11 | 57 | 52 | +5  |
|                   | 6.   | Skoda Xanthī    | 47 | 34 | 12 | 11 | 11 | 53 | 47 | +6  |
|                   | 7.   | Arīs Salonicco  | 46 | 34 | 12 | 10 | 12 | 45 | 47 | -2  |
|                   | 8.   | Iōnikos         | 46 | 34 | 12 | 10 | 12 | 44 | 50 | -6  |
|                   | 9.   | Edessaïkos      | 44 | 34 | 12 | 8  | 14 | 50 | 59 | -9  |
|                   | 10.  | Athīnaïkos      | 44 | 34 | 12 | 8  | 14 | 33 | 47 | -14 |
|                   | 11.  | Apollōn Smyrnīs | 40 | 34 | 11 | 7  | 16 | 49 | 48 | +1  |
|                   | 12.  | Panīleiakos     | 40 | 34 | 10 | 10 | 14 | 46 | 51 | -5  |
|                   | 13.  | Kalamata        | 39 | 34 | 9  | 12 | 13 | 41 | 46 | -5  |
|                   | 14.  | PAOK            | 38 | 34 | 10 | 11 | 13 | 42 | 46 | -4  |
|                   | 15.  | Panachaïkī      | 36 | 34 | 10 | 6  | 18 | 27 | 47 | -20 |
|                   | 16.  | Larissa         | 34 | 34 | 9  | 7  | 18 | 32 | 64 | -32 |
|                   | 17.  | Paniōnios       | 29 | 34 | 8  | 5  | 21 | 35 | 59 | -24 |
|                   | 18.  | Ethnikos Pireo  | 18 | 34 | 5  | 3  | 26 | 40 | 90 | -50 |

Legenda:

      Campione di Grecia e ammesso alla UEFA Champions League
      Ammesso alla Coppa UEFA
      Ammesso alla Coppa delle Coppe
      Retrocesso in Beta Ethniki
Note:

Tre punti a vittoria, uno a pareggio, zero a sconfitta.
PAOK penalizzato di 3 punti.

### Verdetti
- Panathinaikos campione di Grecia 1995-96 e qualificato alla UEFA Champions League
- Iraklis Salonicco e Olympiacos Pireo qualificati alla Coppa UEFA
- AEK Atene qualificato alla Coppa delle Coppe
- AEL Larissa, Panionios e PAE Ethnikos Pireo retrocesse in Beta Ethniki.

### Qualificazioni alle Coppe europee
- UEFA Champions League 1996-1997: Panathinaikos ammessa al turno preliminare.
- Coppa UEFA 1996-1997: